# HMS Arethusa (26)
La HMS Arethusa (Pennant number 26), ottava nave della Royal Navy con questo nome, è stato un incrociatore leggero dell'omonima classe. Venne costruita dai Cantieri Chatham Dockyard, a partire dal 25 gennaio 1933. Venne varata il 6 marzo 1934 ed entrò in servizio il 21 maggio 1935, con Capitano Philip Vian.

## Storia
L'Arethusa appena entrò in servizio venne assegnata al Terzo Squadrone Incrociatori della Mediterranean Fleet e si trovava ancora in questa posizione allo scoppio della Seconda guerra mondiale nel settembre 1939. All'inizio del 1940 venne però trasferita insieme alla sua gemella Penelope presso la Home Fleet, dove formarono il Secondo Squadrone Incrociatori insieme ad altre navi della stessa classe. Partecipò alla campagna norvegese nell'aprile 1940 e l'8 maggio passò al Comando del Nord, aiutando nella difesa di Calais e partecipando all'evacuazione inglese dai porti francesi dell'Atlantico.
Il 28 giugno 1940 entrò a far parte della neocostituita Forza H con base a Gibilterra, da dove partecipò alla Distruzione della flotta francese a Mers-el-Kébir, nel mese di luglio. Con la Forza H partecipò anche a missioni di scorta a convogli nell'Atlantico e nel Mediterraneo.
Durante la Caccia alla Bismarck nel maggio 1941 venne impiegata nelle acque tra l'Islanda e le Isole Fær Øer ma nel luglio dello stesso anno già si trovava nuovamente nel Mediterraneo, scortando convogli diretti a Malta e portando lei stessa rifornimenti. Alla fine dell'anno tornò nell'Atlantico e partecipò all'attacco alle Isole Lofoten in Dicembre, durante il quale venne danneggiata da colpi caduti molto vicino allo scafo. Dopo le riparazioni e alcune modifiche a Chatham, durate fino all'aprile 1942 tornò nel Mediterraneo in giugno, dove entrò a far parte del 15 Squadrone Incrociatori, operando prevalentemente nella scorta ai convogli diretti a Malta.
Durante una di queste scorte (operazione Stoneage) venne colpita da un siluro lanciato da un aereo tedesco He 111 il 18 novembre 1942 e rimorchiata ad Alessandria con molte perdite. Le riparazioni di fortuna durarono fino al 7 febbraio 1943, quando si diresse a Charleston in Carolina del Sud per le riparazioni definitive. Queste vennero terminate il 15 dicembre successivo e la Arethusa tornò subito in Gran Bretagna, senza però tornare perfettamente operativa prima del giugno 1944, quando partecipò allo Sbarco in Normandia, facendo parte della Forza D al largo di Sword Beach. Ebbe l'onore di trasportare il Re Giorgio VI attraverso il Canale di Normandia durante la sua visita alle spiagge e ai comandi alleati. Dal gennaio 1945 fu parte del 15 Squadrone Incrociatori della Mediterranean Fleet e vi rimase fino all'ottobre seguente, quando tornò in patria e venne trasferita nella riserva.

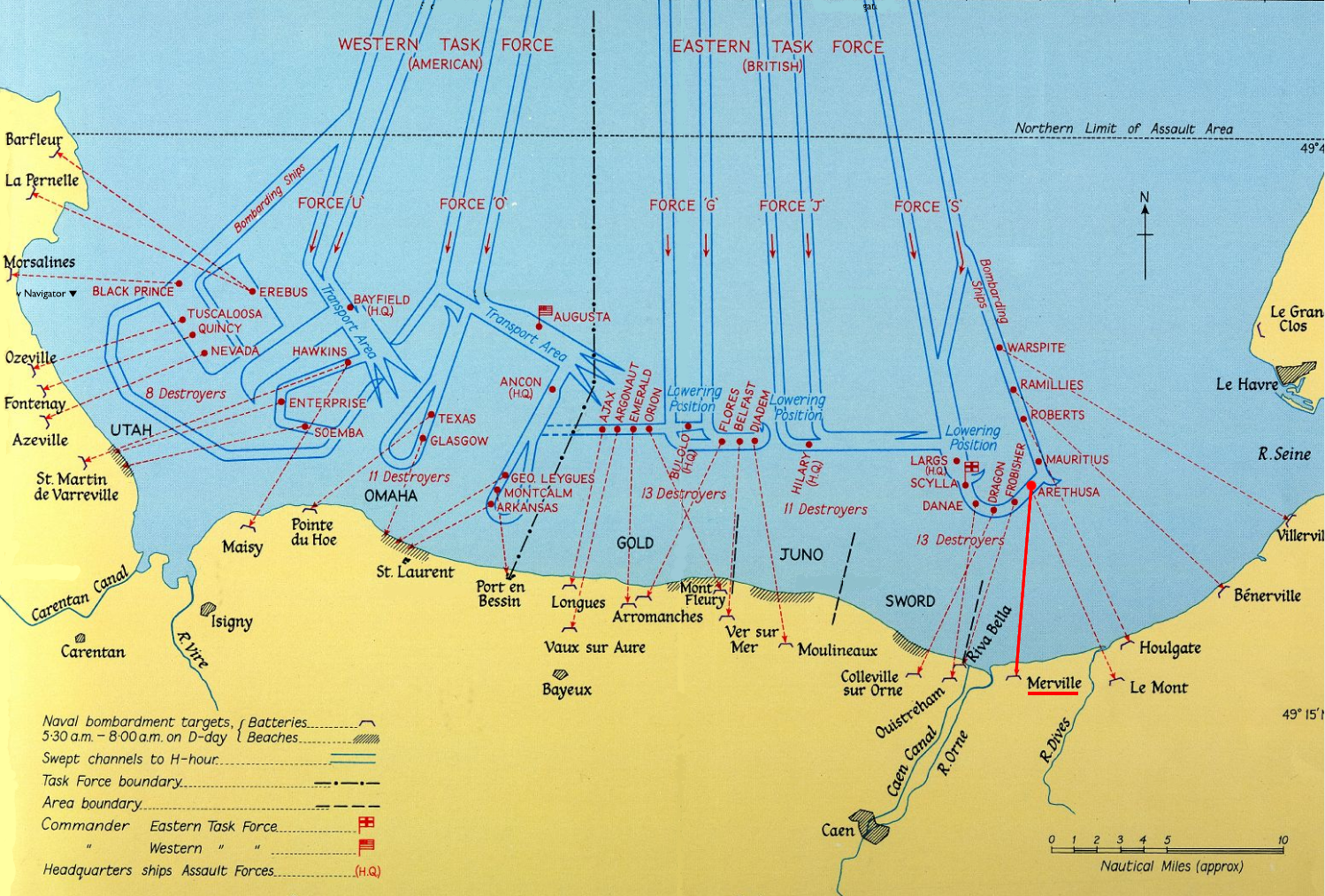
Posizione dell' HMS Arethusa durante lo Sbarco in Normandia

Dopo un tentativo fallito di vendere la nave alla Reale Marina Norvegese nel 1946 venne trasferita nella categoria B della riserva. La sua classe di navi venne considerata troppo piccola per essere modernizzata senza costi eccessivi. Il 9 maggio 1950 arrivò nei cantieri Cashmore di Newport per la demolizione.